# タヌリ
タヌリ（朝: 다누리、英: Danuri）は韓国の月探査機。同国初の宇宙探査機で、月を周回して水資源の探査などを行う。

## 概要
2022年6月に初めて打ち上げに成功した韓国の国産ロケット、ヌリの打ち上げ能力ではタヌリを月へ送ることができないため、アメリカのファルコン9ロケットを使用しフロリダ州のケープカナベラル宇宙軍施設から打ち上げられることとなった。
2022年8月4日、打ち上げに成功。4か月ほどかけて月周回軌道に投入された。韓国は旧ソ連、アメリカ、日本、欧州、中国、インド、イスラエルに続いてこの偉業を成し遂げた国となった。

## 歴史
韓国の月探査機は2007年に初めて構想されたが、具体的な検討は2016年から開始された。2014年7月、韓国はアメリカ航空宇宙局(NASA)から月探査での協力を取り付けた。NASAはタヌリのミッション計画、通信、航法を支援する他、韓国側の科学チームを支援するために研究者を9人任命した。韓国はインド政府とも月探査分野での協力を模索したが、こちらは協議に留まっている。
2012年、当時の朴槿恵大統領は韓国の月探査機を2017年に打ち上げるとしていたが、文在寅政権発足後に打ち上げは2020年に変更された。その後2019年にタヌリの打ち上げは2022年に延期された。

## 観測機器
- NASAが提供したShadowCamは永久影の中に存在する月の水の痕跡を探る。重量7kgの装置で、アリゾナ大学とマリン・スペース・サイエンス・システムズ（英語版）が開発した。ShadowCamはルナー・リコネサンス・オービターに搭載されたカメラよりも200倍以上の高感度を持ち、月の永久影内の地形をマッピングする[6]。永久影内の反射率を調べることにより水などの揮発性物質の分布やその季節性変動を調べる。空間解像度は1ピクセルあたり1.7mとなっている[6]。NASAはこれまでも他国の探査機へ観測機器の提供を行っており、例えば月探査ではインド初の月探査機チャンドラヤーン1号に観測装置ムーン・ミネラロジー・マッパー（英語版）を提供している。